# Парламентські вибори у Фінляндії 2023
2 квітня 2023 року у Фінляндії відбулися парламентські вибори для обрання членів парламенту Фінляндії. Найбільшу кількість голосів отримала правоцентристська партія Національна коаліція, зайнявши 48 місць у парламенті.

## Результати[4]
| Партія                            | Лідер               | Голоси  | %    | Місць |
| --------------------------------- | ------------------- | ------- | ---- | ----- |
| Національная коаліція             | Петтері Орпо        | 644,555 | 20,8 | 48    |
| Істинні фіни                      | Ріікка Пурра        | 620,981 | 20,0 | 46    |
| Соціал-демократична партія        | Санна Марін         | 617,552 | 19,9 | 43    |
| Фінляндський центр                | Анніка Саарікко     | 349.640 | 11,2 | 23    |
| Лівий союз                        | Лі Андерссон        | 218.430 | 7,0  | 11    |
| Зелений союз                      | Марія Огісало       | 217.795 | 7.0  | 13    |
| Шведська народна партія Фінляндії | Анна-Мая Генрикссон | 133,518 | 4,3  | 9     |
| Християнські демократи            | Сари Эссайя         | 130,694 | 4,2  | 5     |
| Рух зараз                         | Гаррі Харкімо       | 74.995  | 2.4  | 1     |
| Аландська коаліція                | Матс Лефстрем       | 11.452  | 0.37 | 1     |

Для формування уряду потрібно сформувати коаліційну більшість зі 101 місця із 200. На виборах перемогли опозиційні сили з правоцентристською Національною коаліцією на першому та ультраправими Справжніми фінами на другому місці. 3 квітня Санна Марін, лідерка правлячої до цього Соціал-демркратичної партії, визнала поразку.
Лідер Національної коаліції Петтері Орпо розпочав коаліційні переговори зі Істинними фінами, Християнськими демократами та Шведською народною партією Фінляндії.